# DJ Krush
Hideaki Ishi (ur. 1962 w Tokio) – znany jako DJ Krush, japoński DJ i twórca muzyki elektronicznej. Karierę jako DJ zaczął w latach 80., ale uznanie poza Japonią zyskał dopiero w latach 90., kiedy jego płyty zaczęły być wydawane przez brytyjskie wydawnictwo Mo' Wax. Współpracował z takimi artystami jak DJ Shadow, Mos Def, Black Thought, Questlove, Aesop Rock, Toshinori Kondō, Guru i CL Smooth. Jest też znany z samplingu klasyków jazzu (m.in. Miles Davis, Herbie Hancock).

## Dyskografia
- Krush (Shadow Records, 1994)
- Strictly Turntablized (Mo' Wax, 1994)
- Meiso (Full Frequency, 1995)
- Ki-Oku (z Toshinori Kondō; Sony Japan, 1996)
- MiLight (Mo' Wax, 1997)
- Holonic: The Self Megamix (Mo' Wax, 1997, kompilacja)
- Cold Krush Cuts (z DJ Food i Coldcut; 1997, kompilacja)
- Kakusei (Tristar, 1999)
- Code 4109 (Red Ink, 2000, zbiór remixów)
- Zen (Red Ink, 2001)
- Reload: The Remix Collection (Sony, 2001, zbiór remixów)
- The Message at the Depth (Red Ink, 2003)
- Jaku (Red Ink, 2004)
- Stepping Stones: The Self-Remixed Best (2006, kompilacja)
- OuMuPo 6 (Ici D'Ailleurs, 2007, kompilacja)
- Butterfly Effect (2015)
- 軌跡 -Kiseki- (2017)
- Cosmic Yard (2018)
- Trickster (2020)